# Municipio de Camargo (Tamaulipas)
El municipio de Camargo es uno de los 43 municipios que constituyen el estado mexicano de Tamaulipas. Está ubicado en la zona norte de la entidad, en la llamada “frontera chica” que tiene frontera con el Estado de Texas.

## Historia
Fue fundado por José de Escandón el 5 de marzo de 1749. El nombre hace referencia al municipio de Camargo, situado en Cantabria (España).

## Geografía
Camargo se localiza en la latitud norte 26º 19' y en la longitud oeste 98° 06', a una altitud de 68 m. s. n. m. Colinda al norte con la ciudad de Rio Grande City (capital del Condado de Starr), al sur con el estado de Nuevo León, al oeste con el municipio de Miguel Alemán y al este con el municipio de Gustavo Díaz Ordaz.
Localidades importantes: Ciudad Camargo (cabecera municipal), Comales, Rancherías, Santa Rosalía, Nuevo Cadillo, San Francisco, Guardados de Abajo y el Azúcar.

## Hidrología
El municipio cuenta con la Presa Marte R. Gómez, el río San Juan y el Bravo cuyas aguas son usadas por el sistema de riego.
Además es una ciudad que se dedica toda su gente a trabajar en la agricultura y ganadería, de las cuales este municipio es uno de los que han obtenido el primer lugar tanto por su cosecha como en la agricultura a nivel nacional y estatal.
Cuenta también con una serie de maquiladoras las cuales dan un buen servicio a la comunidad, además de generar una buena cantidad de empleos y un derrame económico excelente.

## Economía
Depende de la agricultura, la pesca y el comercio.

## Educación
Universidades: Existe una unidad de educación a distancia (UNAED) dependiente de la Universidad Autónoma de Tamaulipas.

## Festividades
- Fiestas de Santa Ana 26 de julio.
- Fiestas de La Fundación 5 de marzo.
- Día del Comercio y el Turismo en el mes de abril.

## Monumentos y lugares de interés
- Monumento conmemorativo a la batalla de Santa Gertrudis, ubicado al sureste de Camargo.
- Palacio Municipal, construido en el siglo XIX.
- Parroquia de Nuestra Señora de Santa Anna, del siglo XVIII.
- Escuela primaria Apolonio Falcón y Guerrero, data del año de 1859.
- Ruinas de Villanueva.